# Curt Thorstensson
Curt Arne "Töta" Thorstensson, född 7 januari 1925 i Göteborg, död 13 juni 2020 på samma ort, var en svensk fotbollsmålvakt, som åren 1946–1957 spelade 140 allsvenska matcher för Gais. Han vann SM-guld med Gais 1954, och var tränare för klubben 1960–1961.
Thorstensson var även handbollsmålvakt och gjorde som sådan åtminstone en landskamp för Sverige.

## Biografi
Thorstensson föddes i Göteborg och växte upp på Vänmötet i Majorna. Han var äldst av tre syskon. Sin fotbollskarriär inledde han i Utsiktens BK, men han hamnade sedan i Gårda BK i division II. Därifrån gick han inför säsongen 1946/1947 till allsvenska Gais. De första säsongerna i Gais delade han målvaktssysslan med veteranen Nils "Nippe" Johansson, och spelade 6 allsvenska matcher 1946/1947 och 10 matcher 1947/1948.
När Johansson slutade blev Thorstensson från säsongen 1948/1949 ohotad förstemålvakt i Gais och stod i samtliga klubbens allsvenska matcher till och med säsongen 1952/1953. Guldsäsongen 1953/1954 inledde han likadant, men Gais värvade under vintern Leif Andersson från Sävedalens IF, och då Andersson krävde – och fick – platsen som förstemålvakt för att skriva på lämnade en upprörd Thorstensson klubben. Han spelade dock fler matcher än Andersson under säsongen (13 mot 9), och tilldelades därför guldmedaljen när Gais våren 1954 stod som allsvensk segrare.
Thorstensson stod sedan en period i mål för IK Virgo innan han återgick till Gais B-lag. Säsongen 1956/1957 återkom han till Gais A-lag för några matcher, varav en i allsvenskan. Åren 1960–1961 var han tränare för klubben i division II, med Holger Jernsten som lagledare.
Thorstensson beskrivs som en greppsäker och smidig målvakt med stor räckvidd. I det civila var han charkuterist, med egen butik i Majorna.

### Handboll
Thorstensson var också handbollsmålvakt i IK Heim och spelade som sådan åtminstone en landskamp i handboll år 1956. Han representerade även Gais handbollssektion.